# Miguel Melero Rodríguez
Miguel Melero y Rodríguez (1836-1907) fue un pintor cubano.

## Biografía
Nacido en 1836 en La Habana, hizo sus estudios bajo la dirección de los pintores Leclerc y Mialhe. Habría ido pensionado a Roma de no haber fallecido Hércules Morelli. También estudió con Cisneros colorido y litografía y ganó el primer premio en un certamen celebrado en el Liceo, así como una medalla de oro y otra de plata. En 1867 marchó a Europa pensionado por el Liceo. En París trabajó con Cabanel y Gigoux y realizó diversos retratos.
Fue desde 1878 director de la Escuela de Pintura y Escultura de la Habana. Fue tres veces presidente de la sección de Bellas Artes de la Sociedad Económica de Amigos del París, de la que fue socio de mérito, así como de otros centros artísticos y literarios, además de vocal del cuerpo universitario y de la junta superior de instrucción pública y profesor de dibujo del colegio el Salvador. Fue condecorado con la orden de Isabel la Católica. Trasladó al cementerio de Colón los restos del pintor Vermay, que habían permanecido desde el 31 de marzo de 1833 en el de Espada. Fallecido el 28 de junio de 1907, fue padre de Miguel Ángel y Aurelio Melero.